# Шварцкоппен, Максимилиан фон
Максимилиан Фридрих Вильгельм Август Леопольд фон Шварцкоппен (24 февраля 1850 — 8 января 1917) — прусский офицер. После службы в качестве имперско-германского военного атташе в Париже Шварцкоппену позже было присвоено звание генерала инфантерии. Он занимал различные руководящие должности во время Первой мировой войны. Известен своей ролью в Деле Дрейфуса.

## Ранняя жизнь и карьера
Родился в Потсдаме (Брандебург) в 1850 году в семье генерала прусской армии Эмиля фон Шварцкоппена (1810—1878) и его жены Анны Марии Луизы, урожденной фон Дитфурт (1816—1865). Семья Шварцкоппен, получившая дворянство в 1688 году, происходила из Брауншвейга. Шварцкоппен вступил в прусскую армию в конце 1860-х годов и участвовал во Франко-прусской войне 1870—1871 годов. Он служил членом генерального штаба в звании капитана (гауптмана) с 1885 по 1888 год, после чего стал адъютантом принца Эрнста Людвига Гессенского.

## Дело Дрейфуса
10 декабря 1891 года Шварцкоппен был назначен военным атташе при посольстве Германской империи в Париже, поддерживая отношения с Французской Республикой. Это было его второе дипломатическое назначение в Париж. Помимо выполнения официальных обязанностей по представительству и связи, его дополнительной задачей было получение секретной информации о французской армии без ведома германского посла, проживающего в Париже. Вместо этого Шварцкоппен напрямую и конфиденциально докладывал директору военной разведки в Берлине. В результате шпионажа он оказался замешан в Деле Дрейфуса. В 1894 году он получил анонимное предложение о покупке довольно незначительной военной разведки, изложенное в неподписанном бордеро. Разорванная бумага, предположительно написанная рукой Альфреда Дрейфуса, была извлечена из мусорной корзины Шварцкоппена французской уборщицей 25 сентября и стала ключевым доказательством осуждения Дрейфуса за государственную измену.
Во время суда над Дрейфусом возникли серьезные сомнения в его виновности. Более поздние исследования показали, что Шварцкоппен получал разведданные не от Дрейфуса, а от другого французского офицера, Фердинанда Вальсена Эстерхази. Сам Шварцкоппен подтвердил невиновность Дрейфуса в своих мемуарах, которые были опубликованы после его смерти в 1930 году.
В 1890-х годах у Шварцкоппена был роман с Германсой де Виде, женой советника голландского посольства в Париже, и большое количество их писем было перехвачено властями. Также была перехвачена переписка Шварцкоппена с популярным в парижских дипломатических кругах деятелем — итальянским военным атташе, подполковником графом Алессандро Паниццарди. Италия и Имперская Германия были тогда официально связаны Тройственным союзом 1882 года, и письма между двумя атташе свидетельствуют о том, что они свободно обменивались разведданными и сотрудничали в вопросах шпионажа. Письма также содержат непристойные комментарии и эротические ласки, которые указывают на то, что у них тоже был роман. Материалы по делу Шварцкоппена и Паниццарди были скрыты от защиты Дрейфуса в 1894 году, но позже обсуждались на закрытом заседании во время повторного слушания дела в 1899 году. Хотя ни один из офицеров не имел никакого отношения к Дрейфусу, переписка усиливала правдивость других документов, которые были подделаны прокурорами, чтобы придать обратную силу обвинению Дрейфуса в шпионаже.
Некоторые из фальсификаций даже ссылались на очевидный роман между двумя офицерами. В одном из них Шварцкоппен якобы сообщает Паниццарди, что если „Дрейфуса вызовут на допрос“, они оба должны заявить, что „никогда не имели никаких дел с этим евреем“…. Ясно, что никто никогда не узнает, что с ним случилось». Письма, настоящие и поддельные, давали удобный повод для того, чтобы закрыть все досье Дрейфуса, потому что разоблачение связного «опозорило бы» немецких и итальянских военных и поставило бы под угрозу дипломатические отношения.

## Поздняя жизнь и смерть
В 1897 году, когда дело Дрейфуса было еще в самом разгаре, Шварцкоппена отозвали с дипломатической должности в Париже, чтобы он возглавил 2-й гренадерский полк кайзера Франца Фердинанда. В 1902 году он женился на Луизе Графин фон Ведель, от которой у него впоследствии родились две дочери. Получив звание генерала в 1907 году, Шварцкоппен вышел в отставку из армии в следующем году, переехав в свое загородное поместье в Альтмарке.
С началом войны в августе 1914 года генерал Шварцкоппен вернулся на боевую службу. Он командовал 233-й пехотной бригадой во Франции, а в 1916 году был назначен командиром 202-й пехотной дивизии на Восточном фронте. Страдая от пневмонии, он был госпитализирован в Берлине. Находясь в бреду, он, как сообщается, пробормотал: «Послушайте меня. Дрейфус невиновен. Против него нет никаких доказательств». Его жена, сидевшая рядом с ним, сделала письменную запись этого заявления. Шварцкоппен не выздоровел и умер 8 января 1917 года.

## Личность Шварцкоппена
Шварцкоппена описывали как образованного офицера со значительным светским обаянием и чертами, которые подходили ему для дипломатических и придворных функций, составлявших большую часть его военной карьеры.

## Награды и заслуги
Шварцкоппен был офицером военной свиты Кайзера и полковником гвардейского гренадерского полка императора Франца. Он получил ордена Красного орла Первой степени с дубовыми листьями, орден Короны Первой степени, а также он был членом ордена рыцарей Святого Иоанна.

## Комментарии
1. ↑  Французское слово bordereau[bɔʁ.də.ʁo] означает просто записку или листок бумаги и может быть применено к любой записке. Во французском языке многие документы по делу Дрейфуса назывались bordereaux (множественное число), но это документ, который обычно упоминается именно в связи с этим делом.